# Puerto de Tazacorte
Puerto de Tazacorte är en hamn i Spanien.   Den ligger i provinsen Provincia de Santa Cruz de Tenerife och regionen Kanarieöarna, i den sydvästra delen av landet, 1 800 km sydväst om huvudstaden Madrid. Puerto de Tazacorte ligger 6 meter över havet.  Runt Puerto de Tazacorte är det ganska glesbefolkat, med 47 invånare per kvadratkilometer. Närmaste större samhälle är Los Llanos de Aridane, 2,9 km nordost om Puerto de Tazacorte. I omgivningarna runt Puerto de Tazacorte växer i huvudsak buskskog.